# قيثار اليهودي
قيثار اليهودي أو جَنْك اليهودي هو آلة موسيقية تُستخدم أساسًا في الموسيقى الشعبية، ويستخدمها الأطفال أيضًا. تتكون من لسان معدني مرن على طرف واحد من الإطار المعدني المقوس. والطرف الثاني مستدق منحنٍ إلى الأمام على زاوية قائمة. يمسك العازفون الإطار المعدني بأسنانهم وبِيَد، ويجعلون اللسان يهتز بضرب الطرف المدبب بِيَد أخرى. يصدر قيثار اليهودي نغمات مختلفة بتغيير حجم وشكل تجويف الفم.
ليست هنالك علاقة لهذا الاسم باليهود، الاسم العربي مترجم حرفيًا من الإنجليزية Jew's harp، وقد يكون الاسم الإنجليزي محرفًا من Jaw harp الذي يعني قيثار (أو جَنْك) الفك.
وجدت الآلات الموسيقية الشبيهة بقيثار اليهودي في أجزاء مختلفة من العالم منها بورنيو، والصين، واليابان وسيبيريا. يُعزف القيثار اليهودي في الصين منذ أوائل القرن الثاني عشر الميلادي، ومنذ أوائل القرن الرابع عشر الميلادي في أوروبا.